# Anglet
Anglet (Baskisch: Angelu) is een gemeente in het Franse departement Pyrénées-Atlantiques (regio Nouvelle-Aquitaine) en telde op 1 januari 2022 42.288 inwoners, die Angloys worden genoemd. De plaats maakt deel uit van het arrondissement Bayonne en ligt in de Baskische provincie Labourd. De gemeente ligt tussen Biarritz en Bayonne en vormt samen met deze steden de Communauté d'agglomération du Pays basque.
De luchthaven Aéroport de Biarritz-Pays basque ligt grotendeels op het grondgebied van Anglet, op het plateau de Parme. In Anglet is een afdeling van Dassault Aviation gevestigd.

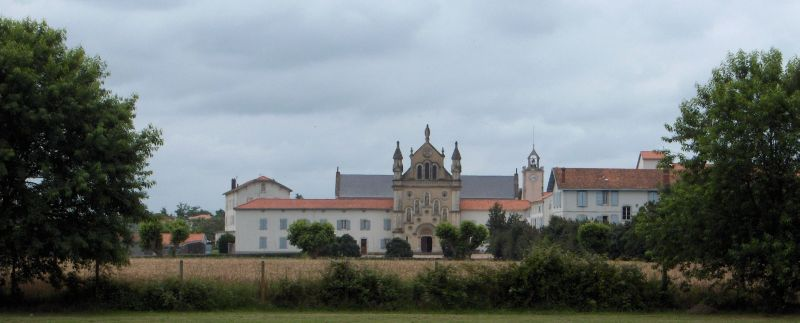
Notre Dame du Refuge, Anglet

Napoleon Bonaparte verbleef van 14 april tot 21 juli 1808 in Anglet terwijl hij zich bezighield met de kwestie van de Spaanse troonopvolging.
Anglet was in het begin van de 20e eeuw populair als badstad voor de beau monde. Getuigen hiervan zijn het golfterrein (geopend in 1927) en villa's, zoals de Villa Prinkipo.

## Geografie
De oppervlakte van Anglet bedroeg op 1 januari 2022 26,93 vierkante kilometer; de bevolkingsdichtheid was toen 1.570,3 inwoners per km².
De gemeente ligt aan de Golf van Biskaje aan de monding van de Adour. Het hoogste punt van de gemeente (76 m) bevindt zich op het plateau de Parme.
De onderstaande kaart toont de ligging van Anglet met de belangrijkste infrastructuur en aangrenzende gemeenten.

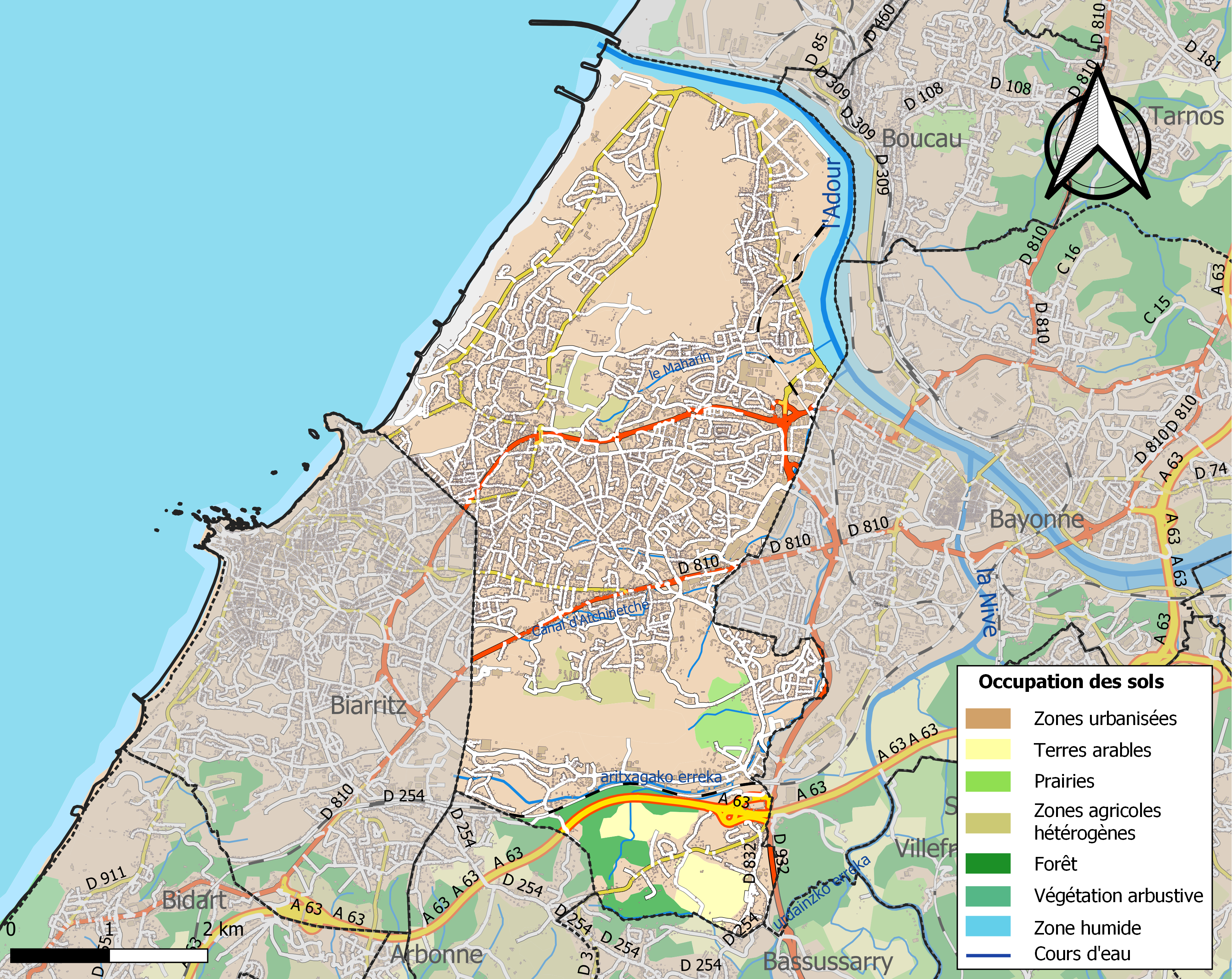

## Demografie
Onderstaande figuur toont het verloop van het inwonertal (bron: INSEE-tellingen).

## Overleden
- Jan de Bruine (1903-1983), Nederlands ruiter en militair